# ديفيد ر. رايت
ديفيد ر. رايت (بالإنجليزية: David R. Wright)‏ هو سياسي أمريكي، ولد في 24 ديسمبر 1935 في سبرينغفيلد في الولايات المتحدة، وتوفي في 18 نوفمبر 2016 في الولايات المتحدة. حزبياً، نشط في الحزب الديمقراطي. وقد انتخب عضو مجلس نواب بنسيلفانيا.